# 鳴戸部屋

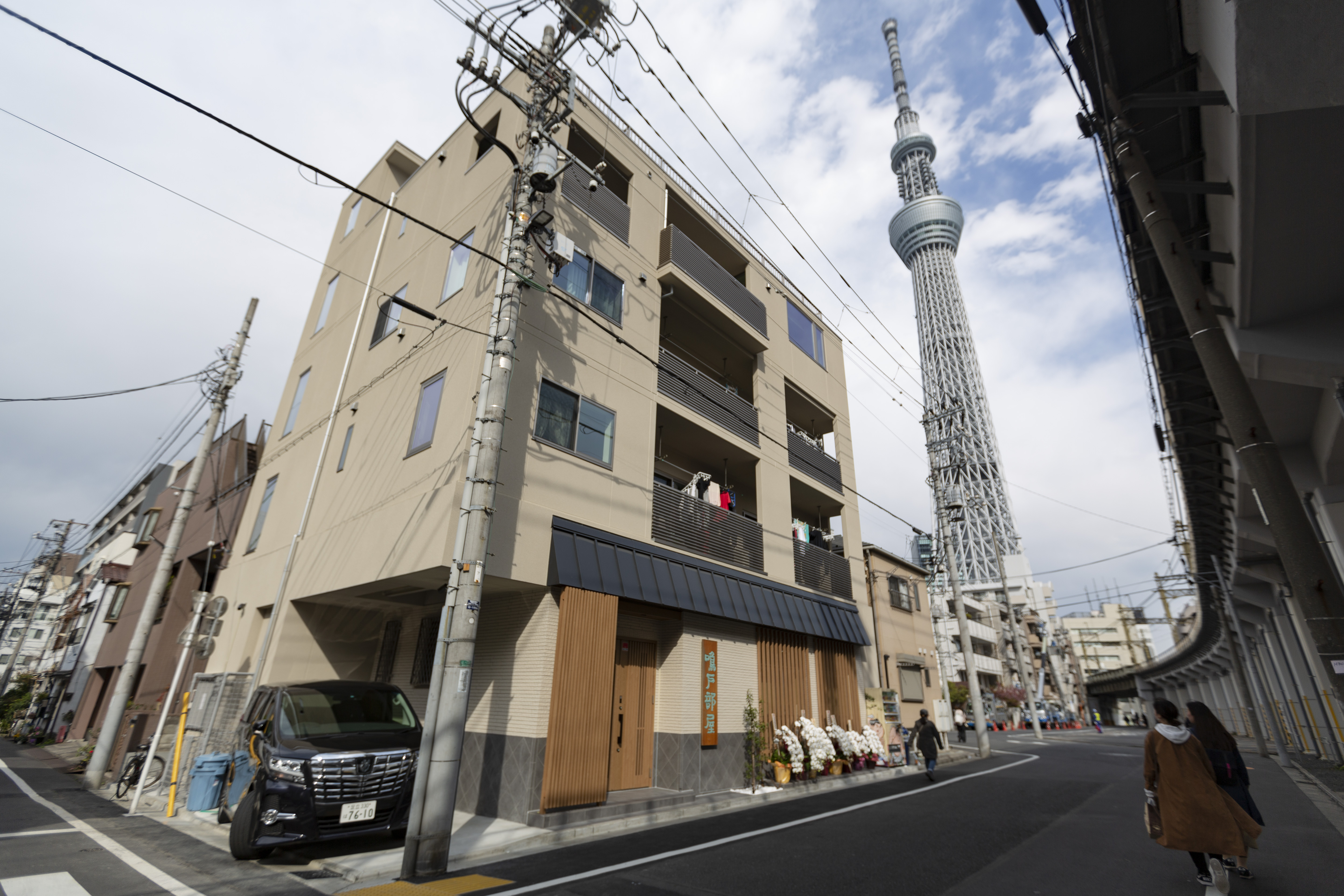
鳴戸部屋

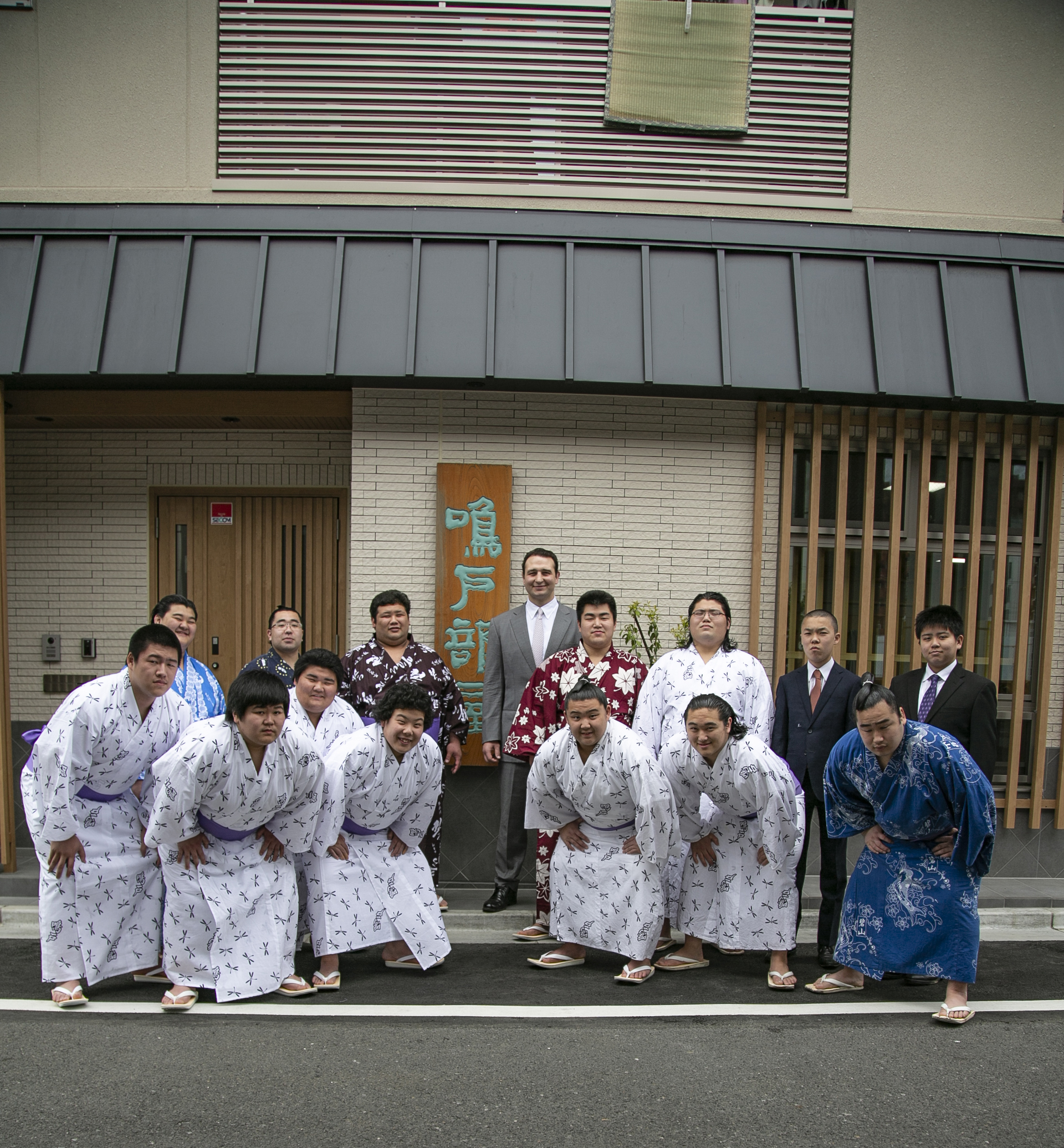
師匠の15代鳴戸（元大関・琴欧洲）と弟子一同

鳴戸部屋（なるとべや）は二所ノ関一門に所属している日本相撲協会の相撲部屋。同門の田子ノ浦部屋の前身も同名（2013年まで）だったが、系統的なつながりは一切ない。

## 概要
2014年（平成26年）3月場所限りで現役を引退し、年寄・琴欧洲から2015年2月に15代鳴戸を襲名して佐渡ヶ嶽部屋の部屋付き親方として後進の指導に当たっていた元大関・琴欧洲が、2017年4月1日付で2人の内弟子を連れて佐渡ヶ嶽部屋から分家独立し、鳴戸部屋を創設した。墨田区横川で2年間仮住まいをし、2019年6月に同区向島に部屋を構えた。
2018年5月の報道によると、「ネットで調べたら一番情報量が多かったから」と鳴戸部屋を選んだ理由を話す力士もいるという。
ブルガリア生まれの師匠が現役時代からブルガリアヨーグルトの販促キャラをつとめていた縁で明治が部屋のタニマチであり、乳製品が部屋に送られ、ちゃんこ（食事としての意味）として弟子に食べさせている。

## 不祥事

### 2019年（三段目力士の件）
2019年1月31日、日本相撲協会は鳴戸部屋所属の三段目力士が身の回りを片づけをしないなどのことでスマートフォンの角で弟弟子の頭部を殴打し、2018年9月ごろから2019年1月までの間には仕事の失敗の罰と称し柔道の締め技で失神させようとしたり、別の弟弟子にも命じて繰り返し実際に1度失神させるなどの暴行を10回以上も行っていたことを公表した。
恐怖を感じた被害者力士は1月10日に兄弟子に相談し、2日後にまた締め技をかけられたため再度相談した。兄弟子は部屋マネージャーに事実を話すよう助言し、マネージャーを通じて事態を把握した鳴戸が1月13日に加害者力士に問い質したところ事実を認めたという。鳴戸は協会の暴力禁止規定に従い、加害者力士を出場自粛・自宅謹慎として相撲協会に報告、報告を受けた相撲協会は翌14日に相撲協会コンプライアンス委員会（青沼隆之委員長＝元名古屋高検検事長）に事実関係の調査と処分意見の答申を委嘱した。
コンプライアンス委員会の調査の結果、加害者力士たちが締め技に苦しむ弟弟子をふざけて動画撮影したり、締め技にかけない条件として金銭要求などもしていたことや、新たに未成年の力士1名の関与も判明した。このため加害者力士の行為は悪質であるとして「引退勧告相当」、師匠である鳴戸についても監督責任があるとして「報酬減額相当」の意見が答申された。本人が「責任を取りたい」と話していたこともあり、2019年2月8日の臨時理事会において加害者力士の引退届が受理された。また、鳴戸に対しては3ヵ月の10％減俸、加害者の命令を受けて暴力行為に関与した成人の力士に「注意処分」、コンプライアンス委員会の調査で新たに関与が判明した未成年の力士は「指導処分」とすることが決定した。
鳴戸部屋が新設で仮設状態だったことも一因であったことから、マネージャーを1名から2名に増員、4月からは新設となる都内の部屋建物内に師匠夫妻が同居するなどの体制の強化を含んだ指導計画書が提出され、今後、報告書が月一回提出される予定となった。
この件は、2018年12月に新設されたコンプライアンス委員会そして暴力禁止規定が初めて適用されるケースとなる。
2019年2月19日、鳴戸部屋の公式Twitter、師匠・鳴戸の公式ブログに一件についての謝罪文が掲載された。

## 所在地
- 東京都墨田区向島一丁目22番16号
- 東武スカイツリーラインとうきょうスカイツリー駅徒歩7分[13]

## 師匠
- 15代：鳴戸勝紀（なると かつのり、大関・琴欧洲、ブルガリア）

## 力士

### 現役の関取経験力士
- 欧勝馬出気（小結・モンゴル）15代弟子
- 欧勝海成矢（十3・石川）15代弟子